# Chimonocalamus griffithianus
Chimonocalamus griffithianus là một loài thực vật có hoa trong họ Hòa thảo. Loài này được (Munro) Hsueh & T.P.Yi mô tả khoa học đầu tiên năm 1979.